# Rik Van de Koolkaai
Rik Van de Koolkaai is een personage uit de Vlaamse komische reeks Lili en Marleen, die op VTM liep van 1994 tot 2010. De rol van Rik werd gespeeld door Frank Aendenboom en was te zien van de eerste tot de laatste aflevering.

## Personage
Rik Van de Koolkaai is bekend als de huisbaas van het pand waar ook café De Lichttoren gevestigd is. Rik woont boven het café op de eerste verdieping, samen met zijn enige dochter Nieke. In datzelfde pand woont ook zijn zus Lisa, diens zoon Pierre en Marleen Van Raes, een achter-achternicht uit Limburg. 
Rik was getrouwd met Mariëtte, ook wel 'ons Jet' genoemd, tot zij overleed en hij met zijn zesjarige dochter alleen achterbleef. Rik is een zeer norse man die zich gedurende de hele reeks praktisch constant opwindt over verschillende zaken. Of hij altijd zo is geweest, is niet bekend. Wat we wel weten is dat hij vroeger een getalenteerd sportman is geweest in de atletiek, tot hij zijn vrouw leerde kennen. Naar eigen zeggen heeft hij nog gestreden aan het front tijdens de Eerste Wereldoorlog, hoewel Lisa dit tegensprak en dat hij afgewezen was omwille van zijn platvoeten. 
Met zijn dochter Nieke heeft hij al reeds van het begin een vertroebelde relatie, maar vaak nam hij het ook voor haar op wanneer ze met de vinger gewezen werd door anderen. Losbol Nieke is immers geen heilige en Rik gaat helemaal door het lint wanneer hij ontdekt dat Nieke een geheime relatie heeft met de Duitse soldaat Hans Fritz. Wanneer later blijkt dat Nieke een kind draagt van Hans is het hek helemaal van de dam. Hoewel hij er faliekant op tegen is, is het Stavros die de eer van de familie redt door met Nieke te trouwen en het vaderschap van de kleine Henri op zich neemt. Rik had liever gezien dat Nieke trouwde met Zotte Raymond, de geestelijk gehandicapte zoon van de rijke Schelen Tuur. Rik is ook fel gekant tegen de vele relaties die Nieke aangaat met andere mannen en is hij steeds bezorgd wat zijn kleinzoon daarvan zal vinden. Zijn kleinzoon is hem heilig en desondanks Rikki vaak kattenkwaad uitsteekt, blijft hij hem steeds verdedigen.
Rik staat bekend als een voddenmarchand, veelal door materiaal dat hij op niet zo'n zuivere wijze heeft kunnen bemachtigen. Rik mocht dan wel gekant zijn tegen de relatie tussen Nieke en Hans, zelf was hij er niet vies van om zaken te doen met de Duitsers. Smokkelen, stelen of heling waren hem niet vreemd. Zijn zakenpartners zijn vaak Lou, Trees van 't Zand, Dikke Louis, Schelen Tuur of Door de Kletskop en later Gerard Cravatte. Mannen die zelf meestal niet zuiver op de graat waren. Rik is door zijn praktijken vaak in slechte papieren terechtgekomen, toch weet hij zich er telkens weer uit te halen. Hij ziet zich ook vaak als slachtoffer van zijn arrogante gedrag. Bovendien beweert hij zelf dat hij een slechte gezondheid heeft, hoewel Rik een erg goede gezondheid heeft voor zijn leeftijd.
Rik staat bekend als een man met een moeilijk karakter, arrogant en brutaal. Hij is zeer kortaf tegen zijn personeel, maar vaak ook tegen de klanten van café De Lichttoren. Rik kan eveneens niet opschieten met Ida van de Koolkaai, met wie hij vaak in de clinch ligt, gevolgd door een hoop bekvechterij. Zijn bijnaam bij vele mensen is dan ook 'den hapchard' (apsjaar), welke gelanceerd werd door Ida. Toch gebeurt het meer dan eens dat Rik naast zijn moeilijke karakter ook maar een gewone mens is van vlees en bloed. Zijn zus Lisa is zijn steun en toeverlaat en hij zoekt haar ook vaak op tijdens moeilijke momenten. En hoewel hij het niet zal toegeven, was hij er ook het hart van in toen Jef en Ida vertrokken na een woordenwisseling met Pierre. Ook met zijn schoonzoon Stavros heeft Rik een slechte band. En hoewel hij het nooit openlijk zal doen, neemt hij het altijd op voor Stavros wanneer Nieke over hem komt klagen. Hij aanziet Stavros dan niet als een 'vuile Turk', zoals hij zelf vaak zegt, maar wel als een hardwerkende en liefhebbende vader voor Henrieke.

## Uiterlijk
- Middelbare leeftijd
- Kalend
- Grijs haar, achteruit gekamd met Brylcreme
- Wit hemd
- Zwarte gilet
- Rond brilletje
- Manchetknopen.
- gouden horloge met zwart horlogebandje.

## Catchphrases
- Ik zen ne veul te brave mens!
- Bleke spinnenkop (tegen Ida)
- Gij gaat mij nog leren kennen (tegen Ida)
- Mijn hart
- Ik zen ne sukkeler
- Clown August (tegen Jef)
- Die twee kluchtzangers (over Jef en Ida)
- Die klodder van mijn dochter (over Nieke)
- Gij ze zot zekers
- Wete gij wel wa da kost?
- We zen nog niet aan de nief patatten zenne
- Krijg ik is wa maagzout / een Elexirke, Lisa
- Ik heb wer een zoak da’k ni mag loate schieten, zenne
- 't Is vandaag mijnen dag weer (nie) zenne!